# 명시적 기억
명시적 기억(explicit memory) 또는 서술 기억(declarative memory)은 내현 기억과는 다르게 자신이 그 기억을 하고 싶어서 기억을 하는 형태로 적용되는 기억이다. 그렇기에 기억을 저장하는 주체가 기저핵과 소뇌(cerebellum)가 아닌 해마(hippocampus)계통과 편도핵(amygdaloid nucleus)계통의 양축이 갖는 연결회로가 관여하는 것으로 알려져있다. 한편 서술기억은 외현 기억, 선언적 기억이라고도 한다.
신경과학에서 다루는 기억 중 하나이다. 명시적 기억은 의식이 있는 상태에서 회상할 수 있는 기억으로, 의미 기억(semantic memory)과 일화 기억(episodic memory)으로 나뉜다. 지식과 알고 있는 사실들이 명시적 기억에 포함되는 대상이다. 명시적 기억은 암묵기억과 상반된다. 암묵기억은 의식이 없는 상태에서도, 생각하지 않아도 자동적으로 기억할 수 있는 내용이다. 예를 들어서 자전거를 타는 것은 절차기억(암묵기억의 한 갈래)에 의존하지만, 계산을 하는 것은 보다 명시적 기억에 의존한다.
명시적 기억의 반대는 암묵기억(implicit memory) 또는 비서술 기억(non-declarative memory) 또는 내현 기억이다.

## 범주
이 외현기억 내에는 의미 기억과 그에 반하는 일화적 기억이 있다.
- 의미 기억의 경우에는 그 기억이 환경이나 상황과 관계없는 그저 순수한 기억이라고 할 수 있다.
- 일화적 기억의 경우는 그 기억이 환경이나 상황과 상당히 많은 관련성을 지니고 있고 그와 연계해서 기억하게 된다.

## 서술기억
어떤 사건을 기억할 때 개인의 의식이 개입한 기억이라고 할 수 있다. 또 다른 말로는 서술적 기억이라고도 한다.
서술기억(敍述記憶,declarative memory)은 어떤 상황이나 지식과 같은 사실에 관한 의식적인 기억을 가리킨다. 학습한 지식이나 이전의 사건에 대한 기억을 서술할 수 있다는 특성을 지니는데, 장기적으로 보존되는 장기기억(long term memory)의 한 종류이다.

## 같이 보기
- 명시적 지식(explicit knowledge)
- 기억상실
- 기억장치
- 해마체
- 벼락치기 공부
- 헤르만 에빙하우스
- 망각 곡선